# Stazione di Celano-Ovindoli
Stazione di Celano-Ovindoli vasútállomás Olaszországban, mely Celano és Ovindoli településeket szolgálja ki.

## Vasútvonalak
Az állomást az alábbi vasútvonalak érintik:
- Róma–Sulmona–Pescara-vasútvonal

## Kapcsolódó állomások
A vasútállomáshoz az alábbi állomások vannak a legközelebb:
- Stazione di Aielli
- Stazione di Avezzano